# Charaxes paradoxa
Charaxes paradoxa är en fjärilsart som beskrevs av Percy I. Lathy 1925. Charaxes paradoxa ingår i släktet Charaxes och familjen praktfjärilar. Inga underarter finns listade i Catalogue of Life.